# SK 46
SK 46 es el cráneo fosilizado parcial y el paladar de la especie Paranthropus robustus. Fue descubierto en Swartkrans (Sudáfrica) por canteros locales y luego estudiado y publicado por Robert Broom en 1939.
Se estima entre 1,5-1,8 millones años su antigüedad.
Sus características incluyen grandes muelas y cresta sagital. Los grandes dientes y la cresta para unir los músculos masticadores indican una dieta que consiste principalmente de materia vegetal dura.